# Tàu điện ngầm Busan tuyến 3
Tàu điện ngầm Busan tuyến số 3 là tuyến Tàu điện ngầm Busan kết nối Ga Suyeong ở Gwangan-dong, Suyeong-gu và Ga Daejeo ở Daejeo-dong, Gangseo-gu, Busan, Hàn Quốc. Màu của tuyến là ● Màu nâu vàng nhạt, và giống như Tàu điện ngầm Seoul tuyến 8, đây là tuyến ngắn nhất trong số các tuyến Tàu điện ngầm Busan.
Theo Pháp lệnh xây dựng đường sắt đô thị Busan được thi hành trước đó, Tuyến Asiad được viết cùng nhau, nhưng tên tuyến Asiad Line đã bị xóa do sắc lệnh bị bãi bỏ. Ban đầu cũng có mục đích chuẩn bị cho Giải vô địch bóng đá thế giới 2002 và Đại hội Thể thao châu Á 2002, nhưng do khủng hoảng kinh tế của IMF, do các vấn đề về đảm bảo nguồn tài chính như thiếu hụt ngân sách nên đã không thực hiện được.

## Lịch sử
- Năm 1995: Lập kế hoạch tuyến đường cơ bản đầu tiên cho Tuyến 3
- 25 tháng 11 năm 1997: Khởi công giai đoạn 1 đoạn Daejeo ~ Suyeong
- 3 tháng 12 năm 2003: Khởi công xây dựng giai đoạn 2 (Tuyến Bansong) giữa Minam và Anpyeong
- 17 tháng 1 năm 2005: Đoàn tàu sản xuất trong nước đầu tiên được đưa vào sử dụng sau khi khai trương Tàu điện ngầm Busan tuyến 3
- 20 tháng 11 ~ 27 tháng 11 năm 2005: Tổ chức chạy thử miễn phí trước khi khai trương
- 28 tháng 11 năm 2005: Khai trương đoạn 1 Daejeo ~ Suyeong, mở ga Deokcheon, chuyển tuyến tại ga Suyeong (Tàu điện ngầm Busan tuyến 2), chuyển ga Yeonsan (Tàu điện ngầm Busan tuyến 1)
- 11 tháng 11 năm 2009: Trên giấy tờ, chính thức tách tuyến trả lại thành tuyến số 4.
- 24 tháng 2 năm 2010: Đổi tên ga từ Ga Yeonsan -dong thành Ga Yeonsan
- 30 tháng 3 năm 2011: Khai trương chuyển tuyến tại ga Minam (Tàu điện ngầm Busan tuyến 4)
- 16 tháng 9 năm 2011: Khai trương chuyển tuyến tại ga Daejeo (Tàu điện khổ hẹp Busan–Gimhae)
- 30 tháng 12 năm 2016: Khai trương chuyển tuyến tại ga Geoje (Tuyến Donghae)

## Bản đồ tuyến
|  |  |  |

|  |

|  |

|  |

|  |  |  |

|  |  |  |

|  |

|  |

|  |  |  |

|  |

|  |

|  |

|  |

|  |  |  |

|  |  |  |

|  |  |  |

|  |  |  |

|  |  |  |

|  |

|  |  |  |

|  |  |  |

|  |  |  |

|  |

|  |  |  |

|  |

|  |

|  |

|  |  |  |

|  |  |  |

|  |

|  |

|  |  |  |

|  |

|  |

|  |

|  |

|  |  |  |

|  |  |  |

|  |  |  |

|  |  |  |

|  |  |  |

|  |

|  |  |  |

|  |  |  |

|  |  |  |

|  |

## Ga
| Số ga | Tên ga                                                   | Tên ga                  | Tên ga     | Tên ga       | Chuyển tuyến   | Khoảng cách | Tổng khoảng cách | Vị trí | Vị trí     |
| Số ga | Tiếng Anh                                                | Hangul                  | Hanja      | Tiếng Nhật   | Chuyển tuyến   | Khoảng cách | Tổng khoảng cách | Vị trí | Vị trí     |
| ----- | -------------------------------------------------------- | ----------------------- | ---------- | ------------ | -------------- | ----------- | ---------------- | ------ | ---------- |
| 301   | Suyeong                                                  | 수영                    | 水营       | 水営         |                | -           | 0.0              | Busan  | Suyeong-gu |
| 302   | Mangmi                                                   | 망미 (병무청)           | 望美       | 望美         |                | 1.0         | 1.0              | Busan  | Suyeong-gu |
| 303   | Baesan                                                   | 배산                    | 杯山       | 盃山         |                | 1.2         | 2.2              | Busan  | Yeonje-gu  |
| 304   | Mulmangol                                                | 물만골                  | 水满谷     | ムルマンゴル |                | 1.1         | 3.3              | Busan  | Yeonje-gu  |
| 305   | Yeonsan                                                  | 연산                    | 莲山       | 蓮山         | (123)          | 1.1         | 4.4              | Busan  | Yeonje-gu  |
| 306   | Geoje (Tòa án và Văn phòng Công tố viên)                 | 거제 (법원·검찰청)      | 巨堤       | 巨堤         | (K113)         | 0.7         | 5.1              | Busan  | Yeonje-gu  |
| 307   | Liên hợp thể thao (Victoria)                             | 종합운동장 (빅토리움)   | 综合运动场 | 総合運動場   |                | 0.7         | 5.8              | Busan  | Yeonje-gu  |
| 308   | Sajik                                                    | 사직                    | 社稷       | 社稷         |                | 0.8         | 6.6              | Busan  | Dongnae-gu |
| 309   | Minam                                                    | 미남                    | 美南       | 美南         | (401)          | 0.8         | 7.4              | Busan  | Dongnae-gu |
| 310   | Mandeok                                                  | 만덕                    | 万德       | 万徳         |                | 3.3         | 10.7             | Busan  | Buk-gu     |
| 311   | Namsanjeong (Đại học Bách khoa Busan)                    | 남산정 (부산폴리텍대학) | 南山亭     | 南山亭       |                | 1.1         | 11.8             | Busan  | Buk-gu     |
| 312   | Sukdeung                                                 | 숙등(부민병원)          | 淑嶝       | 淑嶝         |                | 1.0         | 12.8             | Busan  | Buk-gu     |
| 313   | Deokcheon (Đại học Khoa học và Công nghệ Quốc gia Busan) | 덕천 (부산과기대)       | 德川       | 徳川         | (233)          | 0.7         | 13.5             | Busan  | Buk-gu     |
| 314   | Gupo                                                     | 구포                    | 龟浦       | 亀浦         | Tuyến Gyeongbu | 1.1         | 14.6             | Busan  | Buk-gu     |
| 315   | Văn phòng Gangseo-gu                                     | 강서구청                | 江西区厅   | 江西区庁     |                | 1.6         | 16.2             | Busan  | Gangseo-gu |
| 316   | Công viên thể thao                                       | 체육공원                | 体育公园   | 体育公園     |                | 1.1         | 17.3             | Busan  | Gangseo-gu |
| 317   | Daejeo                                                   | 대저                    | 大渚       | 大渚         | (7)            | 0.8         | 18.1             | Busan  | Gangseo-gu |

## Liên kết
- Busan Metro: trang chủ chính thức thành phố Busan